# Abraham ibn Ezra
Abraham ibn Ezra, Abraham ben Meir ibn Esra, også Aben Esra, Avenesra eller Ebenesra (født 1092 i Toledo i Spanien, død 23. eller 28. januar 1167) var en lærd jødisk forfatter.
Han måtte på grund af forfølgelsen af jøder forlade Spanien før 1140 og førte en omflakkende tilværelse i Nordafrika, Egypten, Palæstina, Italien, Frankrig og England. Mod slutningen af livet vendte han tilbage til Sydfrankrig. Man ved ikke hvor han døde.
Han forfattede mange digte såvel som filosofiske, astronomiske og medicinske værker; især fik hans bibeludlægninger betydning, og man tillægger ham også den ældste europæiske beskrivelse af reglerne for skakspillet.
Et krater på Månen er navngivet efter ham: Abenezra-krateret.